# Ducado de Fernández-Miranda
El ducado de Fernández-Miranda es un título nobiliario español, creado el 31 de mayo de 1977 por el rey Juan Carlos I de España, a favor de Torcuato Fernández-Miranda y Hevia, expresidente de las Cortes y del Consejo del Reino. Torcuato Fernández-Miranda está considerado como un estratega del proceso de transición a la democracia en España. Desempeñó de forma interina la Presidencia del Gobierno en diciembre de 1973, tras el asesinato de Luis Carrero Blanco hasta la asunción de Carlos Arias-Navarro.

## Denominación
La denominación de la dignidad nobiliaria refiere a los apellidos paternos por los que fue conocida la persona en favor de la que se instituye dicha merced nobiliaria.

## Armas
De merced nueva.
Blasonado: En campo de gules cinco bustos de doncella al natural, puestos en aspa y cargados, cada uno de ellos de una venera de oro, rodeados de dos sierpes de sinople, aladas, bicefalas, coronadas y entrelazadas. Jefe de azur con tres flores de lys, de oro, puestas en faja. 

## Duques de Fernández-Miranda
|                            | Titular                            | Periodo                    |
| Creación por Juan Carlos I | Creación por Juan Carlos I         | Creación por Juan Carlos I |
| -------------------------- | ---------------------------------- | -------------------------- |
| I                          | Torcuato Fernández-Miranda y Hevia | 1977-1980                  |
| II                         | Enrique Fernández-Miranda y Lozana | 1982-actual titular        |

## Historia de los duques de Fernández-Miranda
- Torcuato Fernández-Miranda y Hevia (1915-Londres, 1980), I duque de Fernández-Miranda, caballero de la Orden del Toisón de Oro, expresidente de las Cortes Generales y del Consejo del Reino.[1] Torcuato Fernández-Miranda está considerado como un estratega del proceso de transición a la democracia en España.[2][3] Desempeñó de forma interina la Presidencia del Gobierno en diciembre de 1973, tras el asesinato de Luis Carrero Blanco hasta la asunción de Carlos Arias Navarro. Presidente de las Cortes durante la tramitaćion de la Ley para la Reforma Política de la que fue el autor del primer borrador. Senador de designación real en la legislatura constituyente. :: Casó con María del Carmen Lozana y Abeo. Le sucedió su hijo:

- Enrique Fernández-Miranda y Lozana (n. 1949), II duque de Fernández-Miranda. Doctor en Cirugía por la Universidad Complutense de Madrid (UCM) y doctor honoris causa por la Universidad del Norte de Paraguay. Profesor Titular de Cirugía en la UCM 1983-2019, en la que fue vicerrector 1987-1989. Diputado Nacional en las legislaturas IV, V, VI y VII 1989-2000, Vicepresidente primero del Congreso de los Diputados 1996-2000, Secretario de Estado para la Extranjería y la Inmigración 2000-2002. Director del Sector Público de PWC España 2000-2007 y Presidente de la Fundación PWC España 2007-2015. Decano de la Diputación de la Grandeza de España y Títulos del Reino 2018-2022. Está en posesión de la Gran Cruz de Isabel la Católica, la Gran Cruz del Mérito Civil, la Medalla de Oro de la UCM y la Gran Cruz del Mérito Civil de la República de Ecuador.

Casó con María de los Reyes de Marcos y Sánchez, padres de Torcuato, Álvaro y María de los Reyes.